# Stejărișul Panic
Stejărișul Panic este o arie protejată de interes național ce corespunde categoriei a IV-a IUCN (rezervație naturală de tip forestier și peisagistic) situată în județul Sălaj, pe teritoriul administrativ al comunei Hereclean.

## Localizare
Aria naturală cu o suprafață de 2 ha se află în partea nord-vestică a județului Sălaj, pe teritoriul nord-estic al satului Panic (lângă rezervația naturală Stejărișul de baltă Panic), în apropierea drumului național DN1F, care leagă municipiul Cluj-Napoca de orașul Zalău. 

## Descriere

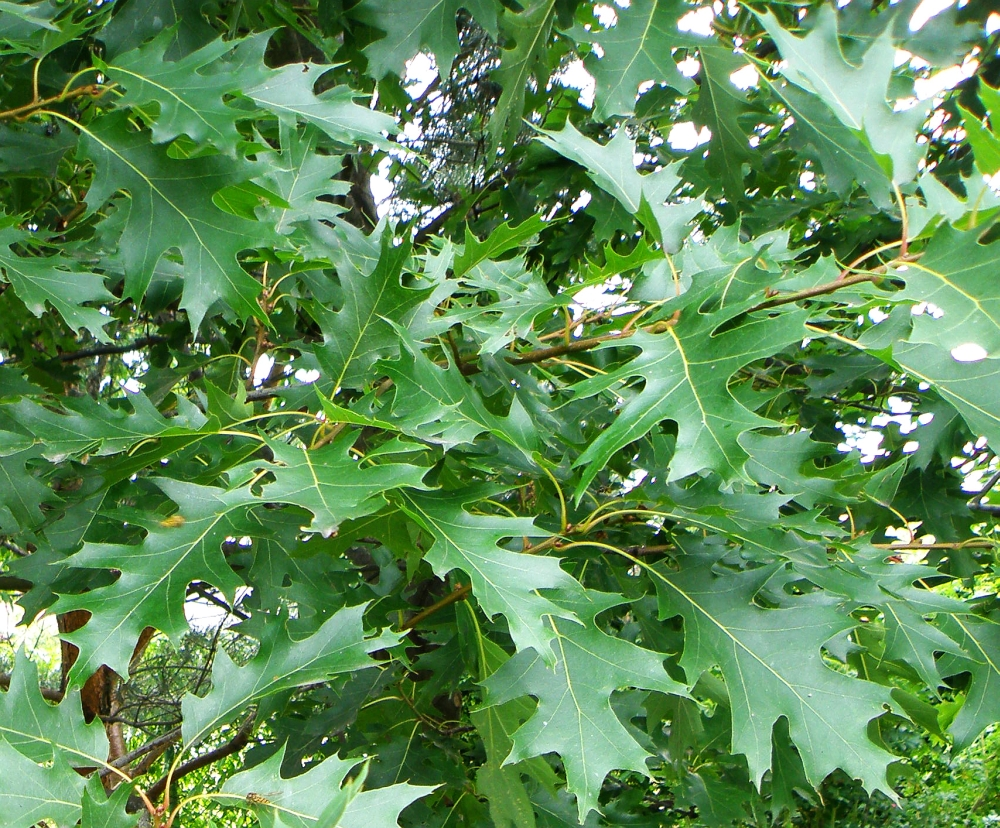
Stejar roşu (Quercus rubra)

Rezervația naturală a fost declarată arie protejată prin Legea Nr.5 din 6 martie 2000 (privind aprobarea Planului de amenajare a teritoriului național - Secțiunea a III-a - zone protejate) și reprezintă o zonă împădurită cu rol de protecție pentru o specie arboricolă rară de stejar roșu (Quercus rubra). 
Pădurea se află în aria cuprinsă dintre cursurile pâraielor Valea Miții și Panic (afluent de stânga al râului Zalău) și are în componență pe lângă stejarul roșu și specii de carpen (Carpinus betulus), stejar (Quercus robur), stejar de baltă (Quercus palustris) sau alun turcesc (Corylus colurna).